# Adachia obscurifacies
Adachia obscurifacies är en tvåvingeart som först beskrevs av Octave Parent 1939.  Adachia obscurifacies ingår i släktet Adachia och familjen styltflugor. Inga underarter finns listade i Catalogue of Life.